# Boult-aux-Bois
Pour les articles homonymes, voir Boult (homonymie).
Boult-aux-Bois [bult o bwa] est une commune française située dans le département des Ardennes, en région Grand Est.
Ses habitants se nomment les Boutâts.

## Géographie
Arrondissement de Vouziers, canton de du Chesne.
| Toges             | Belleville-et-Châtillon-sur-Bar | Germont   |
| La Croix-aux-Bois | Boult-aux-Bois                  |           |
| Longwé            |                                 | Briquenay |

### Hydrographie
La commune est traversée par la ligne de partage des eaux entre  les bassins hydrographiques Rhin-Meuse et Seine-Normandie. Elle est drainée par le ruisseau le Barosset, le ruisseau le Trupsin et la Fosse de Quinguy,.

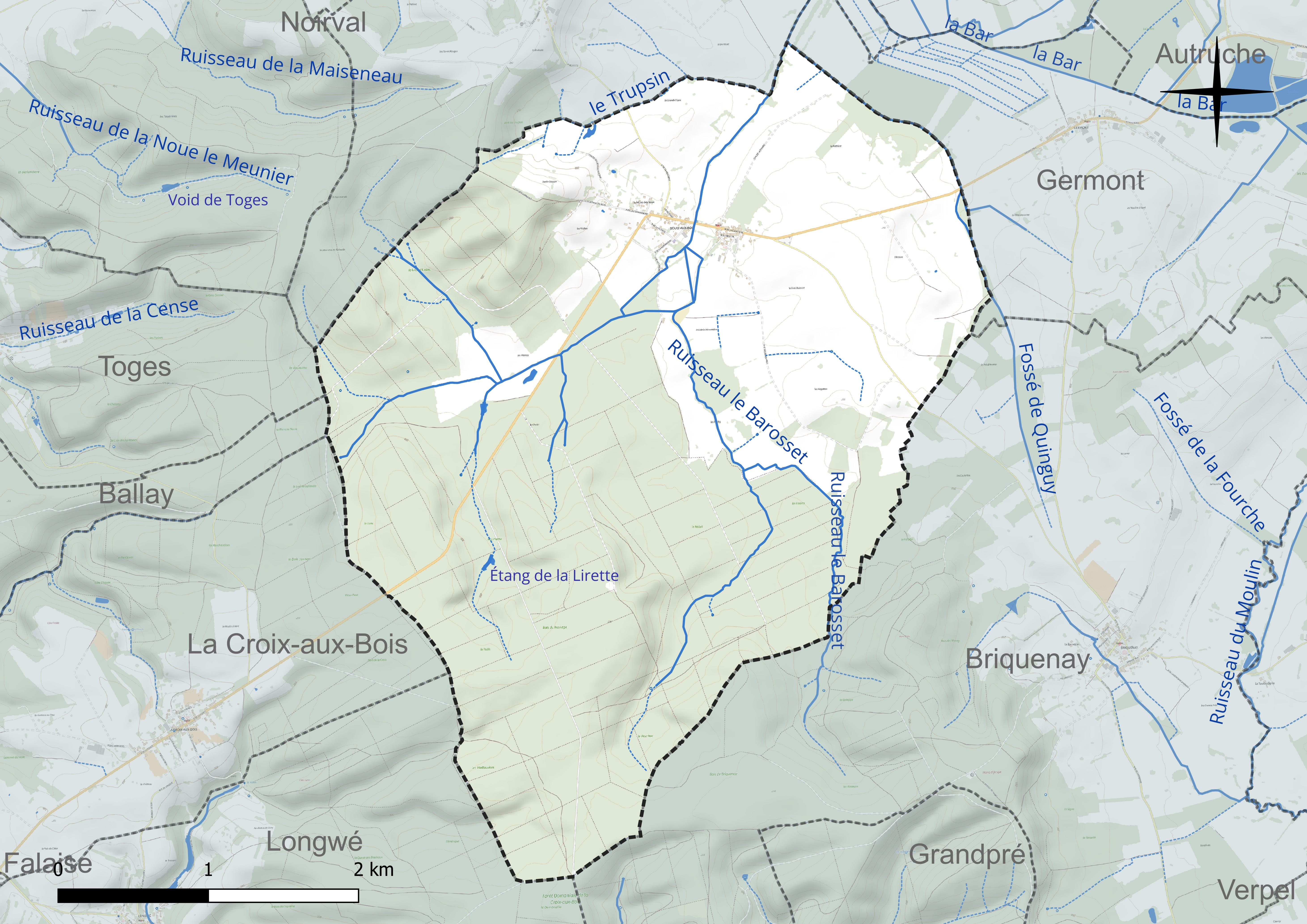
Réseau hydrographique de Boult-aux-Bois.

Un plan d'eau complète le réseau hydrographique : l'étang de la Linette (0,3 ha),.

### Climat
Pour des articles plus généraux, voir Climat du Grand Est et Climat des Ardennes.
En 2010, le climat de la commune est de type climat des marges montargnardes, selon une étude du Centre national de la recherche scientifique s'appuyant sur une série de données couvrant la période 1971-2000. En 2020, Météo-France publie une typologie des climats de la France métropolitaine dans laquelle la commune est exposée à un climat océanique altéré et est dans une zone de transition entre les régions climatiques « Nord-est du bassin Parisien » et « Lorraine, plateau de Langres, Morvan ».
Pour la période 1971-2000, la température annuelle moyenne est de 10 °C, avec une amplitude thermique annuelle de 15,7 °C. Le cumul annuel moyen de précipitations est de 899 mm, avec 13,1 jours de précipitations en janvier et 9,2 jours en juillet. Pour la période 1991-2020, la température moyenne annuelle observée sur la station météorologique de Météo-France la plus proche, « Buzancy_sapc », sur la commune de Buzancy à 8 km à vol d'oiseau, est de 10,9 °C et le cumul annuel moyen de précipitations est de 862,0 mm. 
La température maximale relevée sur cette station est de 40,7 °C, atteinte le 25 juillet 2019 ; la température minimale est de −15,8 °C, atteinte le 20 décembre 2009,,.
Les paramètres climatiques de la commune ont été estimés pour le milieu du siècle (2041-2070) selon différents scénarios d'émission de gaz à effet de serre à partir des nouvelles projections climatiques de référence DRIAS-2020. Ils sont consultables sur un site dédié publié par Météo-France en novembre 2022.

## Urbanisme

### Typologie
Au 1er janvier 2024, Boult-aux-Bois est catégorisée commune rurale à habitat dispersé, selon la nouvelle grille communale de densité à 7 niveaux définie par l'Insee en 2022.
Elle est située hors unité urbaine. Par ailleurs la commune fait partie de l'aire d'attraction de Vouziers, dont elle est une commune de la couronne,. Cette aire, qui regroupe 45 communes, est catégorisée dans les aires de moins de 50 000 habitants,.

### Occupation des sols
L'occupation des sols de la commune, telle qu'elle ressort de la base de données européenne d’occupation biophysique des sols Corine Land Cover (CLC), est marquée par l'importance des forêts et milieux semi-naturels (60,9 % en 2018), une proportion identique à celle de 1990 (60,9 %). La répartition détaillée en 2018 est la suivante : 
forêts (59,9 %), prairies (33,1 %), terres arables (4,1 %), zones urbanisées (1,7 %), milieux à végétation arbustive et/ou herbacée (0,9 %), zones agricoles hétérogènes (0,2 %). L'évolution de l’occupation des sols de la commune et de ses infrastructures peut être observée sur les différentes représentations cartographiques du territoire : la carte de Cassini (XVIIIe siècle), la carte d'état-major (1820-1866) et les cartes ou photos aériennes de l'IGN pour la période actuelle (1950 à aujourd'hui).

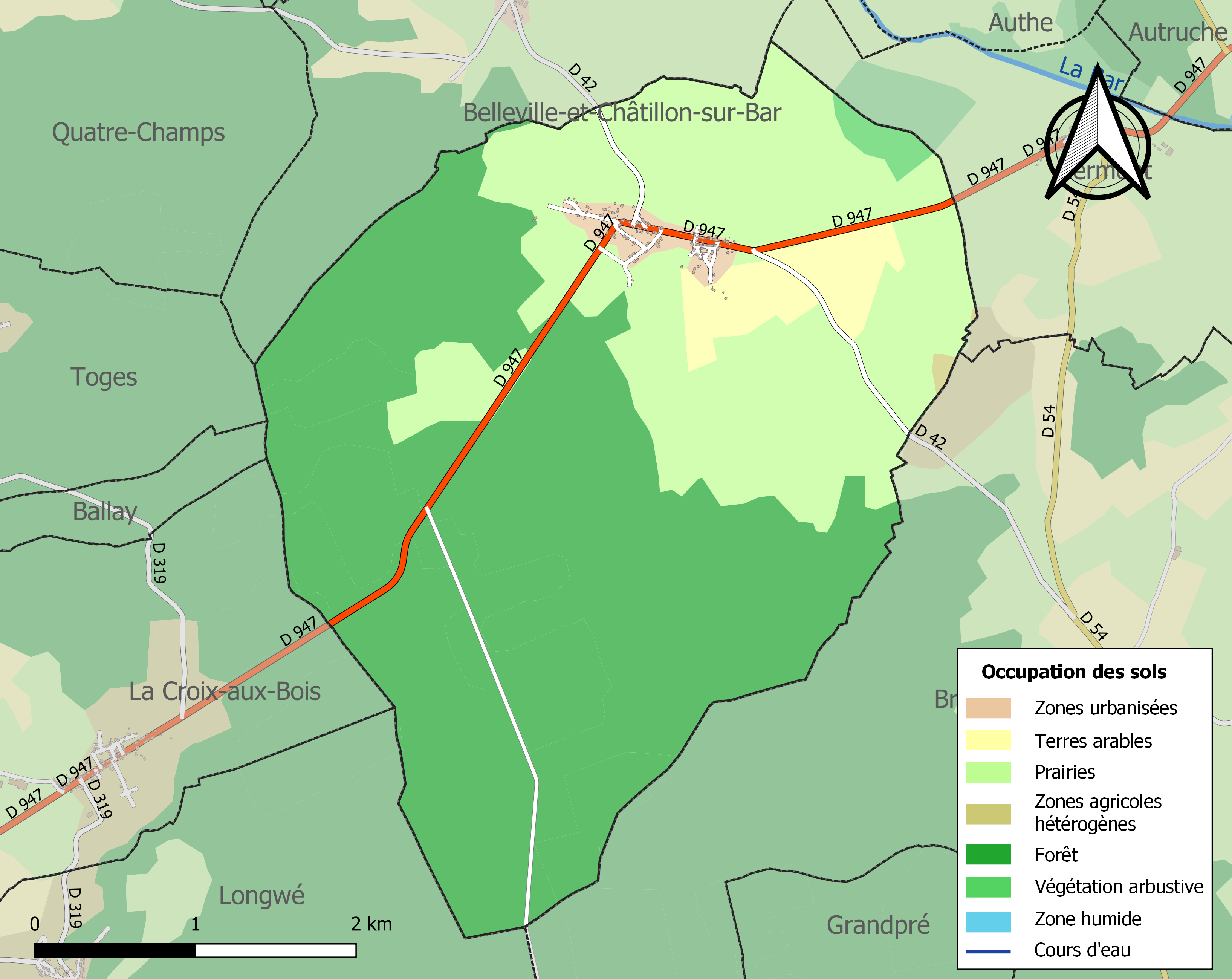
Carte des infrastructures et de l'occupation des sols de la commune en 2018 (CLC).

## Toponymie
Le nom de la localité est attesté sous les formes  Bulti en 1140, ( qu'il faut peut-être corriger en *Butli ), Bou en 1224, Boul en 1244.
De l'oïl boul « bouleau » , d'origine gauloise, *Betullus, variante masculine de betulla « bouleau ».
Le déterminant complémentaire -aux-Bois pour se convaincre de l'étendue et de la présence de la forêt.

## Histoire
À la fin du XIIe siècle, les templiers y fondent la commanderie de Boult aux Bois grâce à des dons. Mais aussi un vivier, une chapelle près de l'étang de La Duiz. La commanderie fut à l'origine du développement du village
La commune de Boult-aux-Bois est créée en 1793 sous le nom de Boux-aux-Bois, dans le canton de Briquenay et le district de Grandpré. En 1801, Boux-aux-Bois se retrouve dans le canton de Chesne et l'arrondissement de Vouziers[réf. nécessaire].

### Héraldique
| Armes du Boult-aux-Bois | Les armes du Boult-aux-Bois se blasonnent ainsi : De gueules à la croix d'argent chargée d'une croix de Malte du champ, cantonnée en chef à dextre d'une feuille de frêne posée en bande, en chef à senestre d'une feuille de hêtre posée en barre, en pointe à dextre d'une feuille de chêne posée en barre, en pointe à senestre d'une feuille d'érable posée en bande, le tout d'or. |

## Politique et administration
À l'issue de l'élection présidentielle de 2017, le candidat de la France Insoumise, Jean-Luc Mélenchon, est arrivé en tête du premier tour dans la commune avec 34,34 % des suffrages exprimés (34 voix) ; son meilleur résultat dans le département. Il devançait de 12 voix la candidate frontiste Marine Le Pen (22,22 %) et de 20 voix Emmanuel Macron et François Fillon (ex æquo à 14,14 %).

Le second tour s'est quant à lui soldé par la victoire d'Emmanuel Macron (53 voix, soit 67,95 % des suffrages exprimés, contre 25 voix et 32,05 % des suffrages exprimés pour Marine Le Pen).
| Période                                  | Période                   | Identité                                         | Étiquette | Qualité                |
| ---------------------------------------- | ------------------------- | ------------------------------------------------ | --------- | ---------------------- |
| 1835                                     | 1846                      | Jean François Gauthier                           |           |                        |
| 1846                                     | 1848                      | Pierre Napoléon Lavaux                           |           | Militaire              |
| 1848                                     | 1849                      | Pierre Nicolas Auguste Louis                     |           | Cocher                 |
| 1849                                     | 1861                      | Eugène Bernier                                   |           | Cultivateur            |
| 1861                                     | 1866                      | Dieudonné Boulaire                               |           |                        |
| 1866                                     | 1879                      | Nicolas-Alfred Crussaire                         |           | Cultivateur            |
| 1881                                     | 1882                      | Thomas-Hubert Bernier                            |           | Maçon                  |
| 1935                                     | 1953                      | André Auguste René Cuny                          |           | Militaire              |
| 1954                                     | 1963                      | André Duval                                      |           | Cultivateur            |
| 1954                                     | 1963                      | Jean-Hubert Jolly                                |           | Militaire et résistant |
| 1967                                     | 1976                      | Pierre Séverin                                   |           |                        |
| mars 2001                                | mars 2008                 | Pierre Hu                                        |           |                        |
| mars 2008                                | En cours (au 23 mai 2020) | Frédéric Mathias, Réélu pour le mandat 2020-2026 | DVG       | Artisan                |
| Les données manquantes sont à compléter. |                           |                                                  |           |                        |

## Démographie
L'évolution du nombre d'habitants est connue à travers les recensements de la population effectués dans la commune depuis 1793. Pour les communes de moins de 10 000 habitants, une enquête de recensement portant sur toute la population est réalisée tous les cinq ans, les populations de référence des années intermédiaires étant quant à elles estimées par interpolation ou extrapolation. Pour la commune, le premier recensement exhaustif entrant dans le cadre du nouveau dispositif a été réalisé en 2007.

En 2022, la commune comptait 151 habitants, en évolution de +7,09 % par rapport à 2016 (Ardennes : −2,97 %, France hors Mayotte : +2,11 %).
| 1793 | 1800 | 1806 | 1821 | 1831 | 1836 | 1841 | 1846 | 1851 |
| ---- | ---- | ---- | ---- | ---- | ---- | ---- | ---- | ---- |
| 440  | 499  | 540  | 521  | 565  | 554  | 579  | 602  | 602  |

| 1866 | 1872 | 1876 | 1881 | 1886 | 1891 | 1896 | 1901 | 1906 |
| ---- | ---- | ---- | ---- | ---- | ---- | ---- | ---- | ---- |
| 549  | 512  | 487  | 457  | 394  | 385  | 389  | 326  | 300  |

| 1911 | 1921 | 1926 | 1931 | 1936 | 1946 | 1954 | 1962 | 1968 |
| ---- | ---- | ---- | ---- | ---- | ---- | ---- | ---- | ---- |
| 314  | 215  | 218  | 243  | 214  | 184  | 160  | 162  | 158  |

| 1975 | 1982 | 1990 | 1999 | 2006 | 2007 | 2012 | 2017 | 2022 |
| ---- | ---- | ---- | ---- | ---- | ---- | ---- | ---- | ---- |
| 127  | 143  | 133  | 148  | 142  | 141  | 143  | 138  | 151  |

## Patrimoine
Église Sainte-Croix de Boult-aux-Bois. La cloche de l'église, datant du XVIe siècle, objet classé par arrêté du 5 décembre 1903 a disparu durant la Première Guerre mondiale, détruite ou enlevée et non retrouvée.

## Environnement
On trouve dans le village :
- Le siège social de la revue naturaliste La Hulotte ;
- Le conservatoire du patrimoine naturel de Champagne-Ardenne ;
- La fédération des clubs Connaître et protéger la nature ;
- Le Centre de recherche et de formation en éco-éthologie (CERFE) ;
- L'association de maintien de l'agriculture paysanne du bout des bois ;
- La maison de la nature et de l'environnement installée dans une ancienne maison forestière ;
- Le Parcours Artistique Champs Boult Ou ;
- Mais aussi, le Gros Chêne, arbre remarquable de plus de 6 m de circonférence[25].

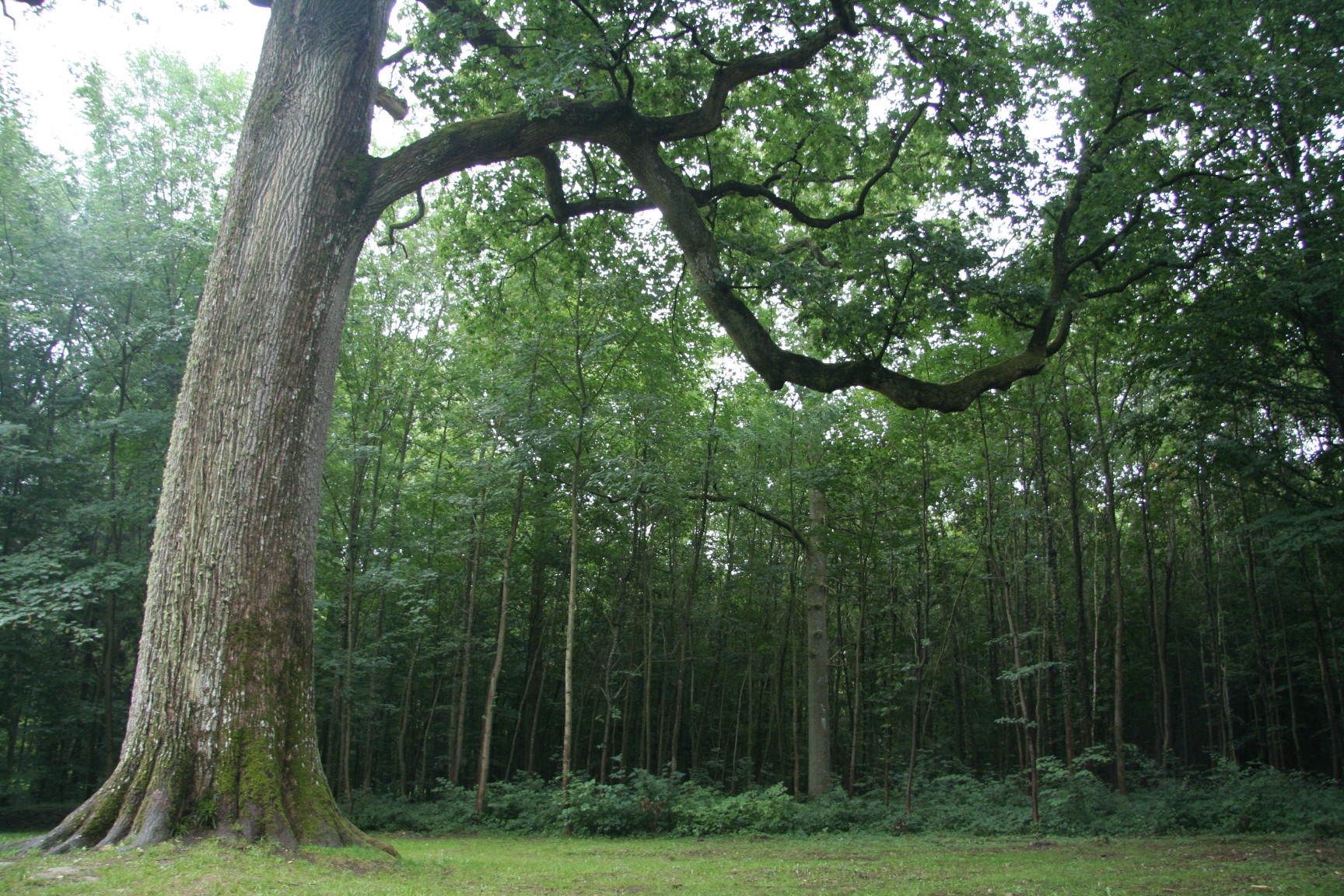
Le gros chêne, arbre bornier d'environ 480 ans.
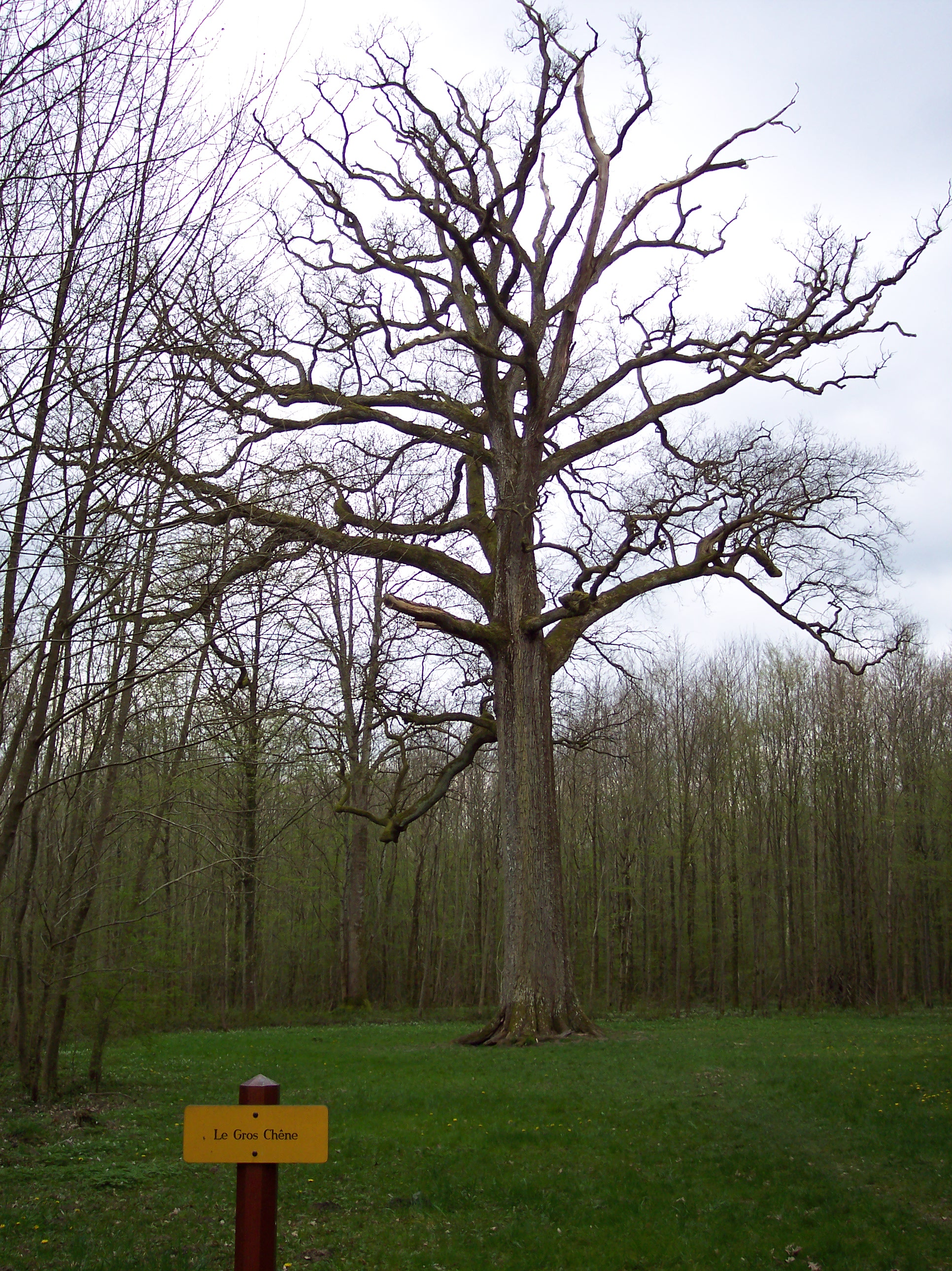
Vue d'ensemble sur le gros chêne en avril.

## Personnalités liées à la commune
- Pierre Déom, enseignant et naturaliste français né en 1949, fondateur du journal La Hulotte en 1972.

## Évènements
Le Festival Boult-aux-Bois et Cordes est un festival de musiques classiques. Il a lieu tous les ans au début du mois de juillet[réf. nécessaire].